# Newton Heath LYR F.C. mùa bóng 1883–84
Mùa giải 1883-84 là mùa giải đầu tiên, trong đó Newton Heath LYR FC thi đấu cạnh tranh tại một cuộc thi bóng đá cao cấp, đã giành năm năm đầu tiên trong sự tồn tại của họ chơi những trận đấu giao hữu với các Câu lạc bộ địa phương. Câu lạc bộ bước vào giải đấu Lancashire Cup vào tháng 10 năm 1883, nhưng đã bị loại ở vòng đầu tiên bởi đội dự bị Blackburn Olympic.

## Lancashire Cup
Đối với trận đấu chính thức đầu tiên, Newton Heath LYR FC đã được bốc thăm gặp Blackburn Olympic chơi trên sân nhà ở vòng đầu tiên của Lancashire Cup. Đội khách đã giành được Cup FA mùa trước, đánh bại Old Etonians trong trận chung kết. Tuy nhiên, họ dường như không được tham gia trận đấu với Newton Heath LYR FC một cách nghiêm túc, chỉ đội dự bị của họ được chơi vào ngày 27 Tháng 10 năm 1883. Điều này đã khiến cho những kẻ ngoại đạo ít cơ hội tiến vào vòng tiếp theo, và trên thực tế họ chỉ để thua 2-1 trong một nửa thời gian. Sau đó, họ gỡ hòa ngay sau giờ nghỉ, nhưng sau đó bị một loạt những bàn thắng, cuối cùng chiến thắng với tỷ số 7-2.
| Thời gian            | Vòng   | Đối thủ                     | H/A | Kết quả Bt-Bb | Người ghi bàn | Lượng khán giả |
| -------------------- | ------ | --------------------------- | --- | ------------- | ------------- | -------------- |
| 27 tháng 10 năm 1883 | Vòng 1 | Đội dự bị Blackburn Olympic | H   | 2 – 7         | Không rõ      |                |

## Các trận giao hữu
| Ngày                 | Đối thủ                | H/A | Kết quả Bt-Bb | Người ghi bàn            | Lượng gián giả |
| -------------------- | ---------------------- | --- | ------------- | ------------------------ | -------------- |
| 6 tháng 10 năm 1883  | Astley Bridge 'A'      | H   | 0 – 1         | Không rõ                 |                |
| 13 tháng 10 năm 1883 | Haughton Dale          | H   | 2 – 2         | Không rõ                 |                |
| 20 tháng 10 năm 1883 | St. Helen's            | A   | 3 – 2         | Không rõ                 |                |
| 1 tháng 12 năm 1883  | Manchester Arcadians   | H   | 4 – 0         | Không rõ                 |                |
| 8 tháng 12 năm 1883  | Earlestown             | A   | 0 – 8         | Không rõ                 |                |
| 5 tháng 1 năm 1884   | Bootle Wanderers       | H   | 6 – 0         | Không rõ                 |                |
| 12 tháng 1 năm 1884  | Bentfield              | A   | 1 – 1         | Không rõ                 |                |
| 19 tháng 1 năm 1884  | St Helen's             | H   | 3 – 1         | Không rõ                 |                |
| 26 tháng 1 năm 1884  | Haughton Dale          | A   | 1 – 0         | Không rõ                 |                |
| 30 tháng 1 năm 1884  | St. Helen's            | H   | 3 – 1         | Latham, Morris, không rõ |                |
| 2 tháng 2 năm 1884   | Greenheys              | H   | 1 – 0         | Không rõ                 |                |
| 9 tháng 2 năm 1884   | Bootle Wanderers       | A   | 1 – 1         | Không rõ                 |                |
| 23 tháng 2 năm 1884  | Blackburn Olympic XI   | H   | 0 – 0         | Không rõ                 |                |
| 1 tháng 3 năm 1884   | Hurst Brook Olympic    | A   | 1 – 3         | own goal                 |                |
| 8 tháng 3 năm 1884   | Manchester Arcadians   | A   | 4 – 0         | Không rõ                 |                |
| 15 tháng 3 năm 1884  | Astley Bridge Reserves | A   | 0 – 0         | Không rõ                 |                |
| 29 tháng 3 năm 1884  | Greenheys              | A   | 1 – 5         | Black                    |                |